# Adverbialpartizip
Ein Adverbialpartizip (russisch деепричастие) ist eine infinite, von Partizipien abgeleitete Verbform zur Bildung von temporalen Nebensätzen in den slawischen Sprachen. Für die westslawischen Sprachen ist auch der Terminus Transgressiv von lat. transgressivus ‚übergehend‘, ‚überschreitend‘ oder älter auch Modus transgressivus und Transgressivus üblich.
Syntaktisch vergleichbar verwendete Formen sind die in anderen indogermanischen Sprachen vorkommenden, ebenfalls aus Partizipien gebildeten Gerundien, sowie die Konverben in außerindogermanischen Sprachen.
Die modernen slawischen Adverbialpartizipien haben sich aus dem indogermanischen Absolutivum, das sich auch in den indoiranischen Sprachen findet,  und dem altkirchenslawischen Dativus absolutus entwickelt.
Adverbialpartizipien bezeichnen einen Nebenvorgang, dessen Hauptvorgang in der Regel durch einen Hauptsatz mit finitem Verb ausgedrückt wird. Der Nebenvorgang kann in Bezug auf den Hauptvorgang vorzeitig, gleichzeitig bzw. auch nachzeitig sein.
In der Regel bezieht sich der Nebenvorgang immer auf das Subjekt des Hauptsatzes (sofern es ein Subjekt im Satz gibt). Im Sorbischen und Mazedonischen, sowie umgangssprachlich im Russischen und Polnischen kann sich der Nebenvorgang jedoch auch auf das direkte Objekt des Hauptsatzes beziehen, s. u.
Es gibt in den slawischen Sprachen meist eine Präsens- und eine Perfektform (tschech. píše, píšíc, píšíce/napsav, napsavši, napsavše „schreibend/geschrieben habend“, poln. pisząc/napisawszy „schreibend/geschrieben habend“, obersorb. pišo, napisawši „schreibend/geschrieben habend“), in einigen slawischen Sprachen oder Dialekten gibt es hingegen nur eine Form, wobei das logische Tempus mit dem Aspekt korreliert (so z. B. in mährischen Dialekten oder im Slowakischen).
Im zu den baltischen Sprachen zählenden Litauischen erfüllt bei Subjektgleichheit eine Halbpartizip genannte Form diese Funktion, wobei es aber auch Formen für die explizite Subjektverschiedenheit zwischen Haupt- und Nebensatz gibt, die als Gerundien bezeichnet werden (s. Gerundien und Halbpartizip im Litauischen).

## Beispiele
- russisch: Рассказывая, она громко смеялась Rasskazyvaja ona gromko smejalas'  „Beim Erzählen lachte sie laut“; Стрела, пролетев, вонзилась в дерево Strela, proletev vonzilas' v derevo „Nachdem er ein Stück geflogen war, landete der Pfeil im Baum.“
- ukrainisch: Співають ідучи дівчата Spivajut' idučy divčata „Die Kinder singen auf dem Weg (=gehend).“
- belarussisch: Ганна, апрануўшыся, выйшла з хаты Hanna, apranuwšysja, vyjšla z chaty „Hanna zog sich an und ging aus dem Haus.“
- tschechisch: Nakladatelství X vydalo knihu nemajíc autorských práv. „Der Verlag X gab das Buch heraus, ohne die Urheberrechte zu haben.“
- slowakisch: Polievala záhradu, spievajúc si pesničku „Sie wässerte den Garten und sang dabei ein Lied.“
- polnisch: Rozmawiano pijąc piwo. „Man hat sich beim Bier (wörtlich: Bier trinkend) unterhalten“
- kroatisch: Pjevajući, pripremala se za izlazak „Singend machte sie sich zum Ausgehen fertig“, Čitajući roman, uživala sam „Ich habe es genossen, den Roman zu lesen (wörtlich: Nachdem ich den Roman gelesen hatte, befand ich mich im Genuß).“
- slowenisch: Prišedši v pisarno, je začel zlagati papirje. „Im Büro angekommen, begann er die Papiere zu falten.“
- bulgarisch: Той вървеше, държейки шапката си в ръка. Toj vərveše, dəržejki šapkata si v rəka „Er lief mit seinem Hut in der Hand (wörtlich: seinen Hut in der Hand haltend).“

## Adverbialpartizipien in den slawischen Sprachen

### Altkirchenslawisch
Im Altkirchenslawischen existieren keine Adverbialpartizipien. Dafür gibt es dort absolute Konstruktionen der Art dativus cum infinitivo und dativus cum participio (vergleichbar mit dem lateinischen ablativus absolutus) zum Ausdruck synthetischer Adverbialsätze. Verwendet wird hierbei ein verkürztes (unbestimmtes) Partizip im Dativ (Präs. -щу, -щи;  Prät. -шу, -ши) und auch das Subjekt steht im Dativ.
- И абье молитвѭ сътворьшу ѥму съниде огнь съ небесе „Und kaum hatte er ein Gebet gesprochen, da kam Feuer vom Himmel“

Diese Bildungsweise ist die historische Grundlage für die Adverbialpartizipen auf -ši (Präteritum), sowie auf -či (Präsens im Ukrainischen) und -ouc usw. (Präsens fem. im Tschechischen). Die neuslawischen Adverbialpartizipen auf -a hingegen hängen mit dem Absolutivum zusammen.

### Russisch
Das Russische kennt zwei Adverbialpartizipien (russ. деепричастие deepričastie):

| Aspekt      | Endung              |
| ----------- | ------------------- |
| imperfektiv | -я, -а              |
| perfektiv   | -в(ши), -ши, -я, -а |

Dabei ist für die Bedeutung nicht das Suffix entscheidend, sondern der inhärente Aspektwert des Verbalstamms.

#### Bildung
Das Adverbialpartizip auf -я (nach Zischlauten auf -а) wird hauptsächlich von unvollendeten Verben gebildet, indem man von deren Form der 3. Person Plural Präsens die Personalendung (-ют, -ут, -ят, -ат) entfernt und durch die Endung des Adverbialpartizips ersetzt:
Beispiele:
- работать „arbeiten“ → работа-ют → работая
- нести „tragen“ → нес-ут → неся
- видеть „sehen“ → вид-ят → видя
- кричать „schreien“ → крич-ат → крича
- Verben auf Stammerweiterung -ва- behalten diese: давать → да-ют → давая

Folgende vollendeten Verben bilden das Adverbialpartizip auf -я auf dieselbe Weise:
- konsonantische Verben auf -сти, сть, -зти, -зть und Komposita von идти „gehen“
  - отвезти „wegfahren“ (tr.) → отвез-ут → отвезя
  - увести „fortführen“ → увед-ут → уведя
  - прийти „ankommen“ → прид-ут → придя
- Verben der i-Konjugation, allerdings nehmen hierbei schriftsprachlich immer mehr Verben die Endung auf -в(ши) an.
  - заметить „bemerken“ → замет-ят → заметя
  - обратится „s.wenden an“ → обрат-ятся → обратясь
  - встретиться „s.treffen“ → встрет-ятся → встретив, встретя
  - спросить „fragen“ → спрос-ят → спросив, спрося
  - вспомнить „s.erinnern“ → вспомн-ят → вспомнив, вспомня

Betont werden die Adverbialpartizipien auf -я/-а auf demselben Vokal wie die Verben in der 1. Sg. Präsens. Bei zwei Verben hingegen kann an der Betonung unterschieden werden, ob es sich um Adverbialpartizipien oder Adverbien handelt:
- молчать „schweigen“ → молч-ý → молч-áт → молчá (Adv.part.), мóлча (Adv.)
- стоять „stehen“ → сто-ю → сто-ят → стоя (Adv.part.), стóя (Adv.)

Das Adverbialpartizip auf -(в)ши, -ши ist eine Verkürzung des Partizips Präteritum Aktiv auf -(в)ший und unterliegt denselben Bildungsregeln vom Präteritalstamm: endet dieser auf -а so steht -в(ши), andernfalls -ши. Die Form -вши klingt etwas umgangssprachlicher als die auf -в.
- прочитать → прочита-л → прочитав(ши)
- лечь „s.hinlegen“ → лёг → лёгши
- умереть „sterben“ → умер → умерши

Doppelformen haben manche Verben auf -ереть und auf -нуть bei denen das -ну- im Präteritum ausfällt:
- запереть „verschließen“ → заперши, заперев
- стереть „abreiben“ → стёрши, стерев
- высохнуть „austrocknen“ → высохши, высохнув(ши)

Unregelmäßig gebildetes Adverbialpartizip:
- быть „sein“ → будучи

Keine Adverbialpartizipien können gebildet werden von
- Verben, deren Präsensstamm keinen Vokal enthält:
  - ждать „warten“ → жд-ут → *ждя(?)
  - пить „trinken“ → пь-ют → *пья
  - слать „schicken“ → шл-ют → *шля, *сылая
  - спать „schlafen“ → сп-ят → *спя
  - тереть „reiben“ → тр-ут → *тря
  - Ausnahme: мчаться „eilen“ → мч-атся → мчась
- Verben auf -ать mit Konsonantenwechsel -з-/-ж- oder -с-/-ш- im Präsens
  - писать „schreiben“ → пиш-ут → *пиша, *писая
  - мазать „schmieren“ → маж-ут → *мажа, *мазая
  - плясать „tanzen“ → пляш-ут → *пляша, *плясая
  - чесать „kämmen“ → чеш-ут → *чеша, *чесая
- Inchoativa auf -нуть
- Verben auf -чь
- die folgenden Verben:
  - бежать „rennen“ → бег-ут → *бегя, *бежа, *бегая
  - ехать „fahren“ → ед-ут → *едя, *ехая
  - хотеть „wollen“ → хот-ят → *хотя (außer in der zur Konjunktion erstarrten Form für „obwohl“!)
  - звать „rufen“ → зов-ут → *зовя, *звя, *звая
  - гнить „faulen“ → гн-ят → *гня, *гния
  - петь „singen“ → по-ют → *поя, *пея, *певая
  - лезть „klettern“ → лаз-ут → *лаза, *лазая, *леза, *лезая

#### Gebrauch
Die Adverbialpartizipien drücken verschiedene semantische adverbiale Verhältnisse aus, wobei es sich jedoch nicht um die pertinente Semantik der Form, sondern um durch das Situationsverständnis hervorgerufene parole-Nuancen handelt:
- reine Nebenhandlung: Он стоял у окна, читая письмо. „Er stand am Fester... einen Brief lesend / wobei er einen Brief las / und las einen Brief.“
- modal: Он провел отпуск, гуляя с утра до вечера. „Er verbrachte den Urlaub, indem er von morgens bis abends spazierenging.“
- temporal: Прочитав книгу, я отнёс её в библиотеку. „Nachdem ich das Buch gelesen hatte, trug ich es in die Bibliothek zurück.“
- kausal: Он ушёл, почувствовав себе лишним. „Er ging weg, da er sich überflüssig fühlte.“
- konditional: Понимая это правило, вы легко выполните все упражнения. „Wenn ihr diese Regel versteht, werdet ihr leicht alle Übungen ausführen können.“
- konzessiv: Раза два прочитав перевод, он всё же не нашёл ошибки. „Obwohl er die Übersetzung zweimal durchgelesen hat, hat er den Fehler doch nicht gefunden.“

Die vorzeitige oder gleichzeitige Lesart ist dabei vom Aspektwert des Verbs im Nebensatz abhängig.
- Возвращаясь из театра, мы встретили старого знакомого. „Auf dem Heimweg vom Theater trafen wir einen alten Bekannten.“
- Подписавши бумагу, он прочитал её ещё раз. „Nachdem er das Papier unterschrieben hatte, las er es noch einmal durch.“

#### Prädikative Verwendung in russischen Dialekten
In nordwest-russischen Dialekten wird mit Adverbialpartizipien in prädikativer Position eine Perfekt- oder Resultativkonstruktion gebildet, z. B.:
- Пол помывши (Boden aufwisch-ADVP) „Der Boden ist aufgewischt (worden)“
- У него ушедши (Bei ihm weggeh-ADVP) „Er ist weggegangen“
- Я был тогда все сделавши „Ich hatte damals alles getan“
- Приеду, когда буду все сделавши „Ich komme, nachdem ich alles gemacht haben werde.“

Eine analoge Konstruktion findet sich in manchen polnischen Dialekten:
- Gdzie ona poszedszy? „Wo ist sie hingegangen?“

### Ukrainisch
Im Ukrainischen gibt es ein Adverbialpartizip des Präsens und eines des Präteritums.
Das Adverbialpartizip Präsens wird von der 3.Pers.Pl.Präs. gebildet, indem man die Endung -ть durch -чи ersetzt:
- брати „nehmen“ → беру-ть → беручи
- знати „wissen“ → знаю-ть → знаючи

Das Adverbialpartizip Präteritum wird gebildet, indem man an die maskuline Singular-Form des Präteritums die Endung -ши anfügt:
- брати „nehmen“ → брав → бравши
- знати „wissen“ → знав → знавши

### Tschechisch
Im Tschechischen gehören die in der deutschsprachigen Slawistik Transgressiv genannten Adverbialpartizipien (tschech. Přechodník) der gehobenen Schriftsprache an. Dabei ist der Transgressiv Präteritum im Rückgang begriffen. Umgangssprachlich werden nur noch zu Adverbien erstarrte Transgressive häufig angetroffen.
Im Tschechischen gibt es der Form nach je einen Transgressiv für das Präsens und das Präteritum, die jeweils nach Genus und Numerus kongruieren.
Der Transgressiv des Präsens wird abhängig vom Präsensstamm in der 3.Pers. Plural gebildet:
| Endung 3.Pers.Pl.Präs | m.        | f. und n.   | pl.           |
| --------------------- | --------- | ----------- | ------------- |
| -ou                   | -a        | -ouc        | -ouce         |
| -í                    | -e/-ě     | -íc         | -íce          |
| -ejí/-ějí             | -eje/-ěje | -ejíc/-ějíc | -ejíce/-ějíce |
| -ají                  | -aje      | -ajíc       | -ajíce        |

Beispiele:
- nést „tragen“ → nes-ou → nesa, nesouc, nesouce
- prosit „bitten“ → pros-í → prose, prosíc, prosíce
- umět „können“ → um-ějí → uměje, umějíc, umějíce
- dělat „tun“ → děl-ají → dělaje, dělajíc, dělajíce

unregelmäßig:
- být „sein“ → js-ou → jsa, jsouc, jsouce
- jíst „essen“ → jed-í → jeda, jedouc, jedouce
- vidět „sehen“ → vid-í → vida, vidouc, vidouce
- vědět „wissen“ → věd-í → věda, vědouc, vědouce

Gebrauch:
- Gleichzeitigkeit Prät: Cestujíc po cizině, všímala jsem si pamětihodností. „Als ich im Ausland reiste, beachtete ich die Sehenswürdigkeiten.“
- Gleichzeitigkeit Präs-: Cestujíc po cizině, všímám si pamětihodností. „Wenn ich im Ausland reise, beachte ich die Sehenswürdigkeiten.“
- Gleichzeitigkeit Fut: Cestujíc po cizině, budu si všímat pamětihodností. „Wenn ich im Ausland reisen werde, werde ich die Sehenswürdigkeiten beachten.“

Der Transgressiv des Präteritums wird abhängig vom Auslaut des Infinitivstamms gebildet:
| Auslaut Inf.  | m. | f. und n. | pl.  |
| ------------- | -- | --------- | ---- |
| konsonantisch | -Ø | -ši       | -še  |
| vokalisch     | -v | -vši      | -vše |

Beispiele:
- vynés-t „hinaustragen“ → vynes, vynesši, vynesše
- prominou-t „verzeihen“ → prominuv, prominuvši, prominuvše
- uděla-t „machen“ → udělav, udĕlavši, udĕlavše

unregelmäßig:
- přijí-t „kommen“ → přišed, přišedši, přišedše

Gebrauch:
- Vorzeitigkeit Prät: Udělavše úkol, šli jsme do kina. „Nachdem wir die Aufgabe gemacht hatten, gingen wir ins Kino“
- Vorzeitigkeit Präs-: Udělavše úkol, jdeme do kina. „Nachdem wir die Aufgabe gemacht haben, gehen wir ins Kino.“
- Vorzeitigkeit Fut: Udělavše úkol, půjdeme do kina. „Nachdem wir die Aufgabe gemacht haben werden, werden wir ins Kino gehen.“

### Polnisch
Im Polnischen gibt es zwei Adverbialpartizipien (auch Gerundien genannt, poln. Imiesłów przysłówkowy): das nur von imperfektiven Verben (czasowniki niedokonane) gebildete Adverbialpartizip der Gleichzeitigkeit und das von perfektiven Verben (czasowniki dokonane) gebildete Adverbialpartizip der Vorzeitigkeit. Sie sind unveränderlich und dienen wie die Gerundien in den romanischen Sprachen u. a. der Verkürzung von Nebensätzen. Um Adverbialpartizipien verwenden zu können, müssen sich das Prädikat des Satzes und das Adverbialpartizip auf ein gemeinsames Subjekt beziehen.
Beispiel: Czytając gazetę, słuchałem muzyki. „Während ich Zeitung las, hörte ich Musik.“
Die Adverbialpartizipien werden vor allem in der Schriftsprache benutzt, das Adverbialpartizip der Vorzeitigkeit immer seltener.
Das Adverbialpartizip der Gleichzeitigkeit (Imiesłów współczesny przysłówkowy, Gerundium der Gleichzeitigkeit):
Bildung: An die 3. Person Plural Präsens (czas teraźniejszy, Gegenwart) eines imperfektiven Verbes wird die Endung -c gehängt.
- robić „tun“ > robią „sie tun“ > robiąc „tuend“.
- czytać „lesen“ > czytają „sie lesen“ > czytając „lesend“.
- iść „gehen“ > idą „sie gehen“ > idąc „gehend“.
- Ausnahme: być „sein“ > będąc „seiend“.[8]

Beispiele:
- Idąc do domu, spotkałem mojego przyjaciela. „Als ich nach Hause ging (auf dem Heimweg), traf ich meinen Freund“. (Steht für den Temporalsatz: Kiedy szedłem do domu … „Als ich nach Hause ging …“).
- Nie mając czasu, nie mogliśmy przyjść do ciebie. „Weil wir keine Zeit hatten, konnten wir nicht zu dir kommen.“ (Steht für den Kausalsatz: Ponieważ nie mieliśmy czasu … „Weil wir keine Zeit hatten …“).

 Das Adverbialpartizip der Vorzeitigkeit (Imiesłów uprzedni przysłówkowy, Gerundium der Vorzeitigkeit):
Bildung:
Die Form wird von der 3. Person Singular maskulinum des Präteritums (czas przeszły, Vergangenheit) abgeleitet. Es sind zwei Fälle zu unterscheiden.

1. Fall: Vor dem -ł [w] des Präteritums steht ein Vokal: -ł wird ersetzt durch die Endung -wszy [fʃ].
- kupić „kaufen“ > kupił „er kaufte“ > kupiwszy „gekauft habend“.

2. Fall: Vor dem -ł des Präteritums steht ein Konsonant: an -ł wird die Endung -szy gehängt.
- pójść „gehen“ > poszedł „er ging“ > poszedłszy „gegangen sein“.

Beispiele:
- Kupiwszy bukiet róż, mogłem pójść na urodziny. „Da (weil) ich den Strauß Rosen gekauft hatte, konnte ich zum Geburtstag gehen.“ (Steht für den Kausalsatz: Ponieważ kupiłem bukiet róż … „Da (weil) ich den Strauß Rosen gekauft hatte …“.) (Möglich wäre auch ein Temporalsatz mit jak, kiedy „als“).
- Przyszedłszy do biura, sekretarka napisała list do firmy handlowej w Warszawie. „Als sie ins Büro gekommen war (nach ihrer Ankunft im Büro), schrieb die Sekretärin einen Brief an eine Handelsfirma in Warschau.“ (Steht für den Temporalsatz: Kiedy przyszła do biura … „Als sie ins Büro gekommen war …“).

### Sorbisch
- niedersorbisch: Som jogo tam stojecy wiźeł wörtlich: Ich habe ihn dort stehend gesehen.

Im Niedersorbischen konkurriert diese Form mit dem kongruenten Partizip, z. B.:
- niedersorbisch: W sedle sejźecy/sejźeca cyta casnik. „Er/Sie liest eine Zeitung, im Sessel sitzend“

Im nahe verwandten Obersorbischen ist dies hingegen meistens nicht der Fall, denn hier endet der Transgressiv des Präsens meistens auf -o, so dass eine Unterscheidung nach dem Genus nicht möglich ist. z. B.:
- obersorbisch: W křesle sedźo čita nowiny.

### Serbisch-Kroatisch
Im Serbischen und Kroatischen existieren je ein Adverbialpartizip (kr. Glagolski prilog) für das Präsens (-ći) und das Präteritum (-v(ši)).
Das Adverbialpartizip des Präsens wird von der 3.Pers.Pl.Präsens gebildet, indem das personale -t durch die Endung -ći ersetzt wird.
Beispiele (Kroatisch):
- pjevati „singen“ → pjevaju-t → pjevajući
- skakati „springen“ → skaču-t → skačući
- gledati „schauen“ → gledaju-t → gledajući
- zvati „rufen“ → zovu-t → zovući
- smijati se „lachen“ → smiju-t se → smijući se
- lijevati „gießen“ → lijevaju-t → lijevajući

unregelmäßig:
- biti „sein“ → budući
- htjeti „wollen, werden“ → hoteći, htijući

Das Adverbialpartizip des Präteritums wird durch Anhängen des Suffix -v(ši) an den Infinitivstamm eines vollendeten Verbes gebildet. Endet dieser konsonantisch, folgt die Endung -avši.
Beispiele (Kroatisch):
- baci-ti „werfen“ → bacivši
- napisa-ti „schreiben“ (pf.) →  napisavši
- pobje-ći „weglaufen“ → pobjegavši
- uze-ti „wegnehmen“ → uzevši

unregelmäßig:
- biti „sein“ → bivši
- htjeti „wollen, werden“ → hotjevši, htjevši

### Bulgarisch
Im Bulgarischen existiert ein Adverbialpartizip auf -йки, das an den Präsensstamm angefügt wird. Dabei lautet der Vokal и der II. Verbklasse zu е um.
Beispiele:
- гледа „blicken“ → гледайки
- пише „schreiben“ → пишейки
- пие „trinken“ → пиейки
- седи „sitzen“ → седейки
- пуши „rauchen“ → пушейки
- разхожда се „spazierengehen“ → разхождайки се
- купува си „einkaufen“ → купувайки си
- мие се „s. waschen“ → миейки се

Die Bedeutung ist identisch mit der Formulierung durch die Konjunktion като + Präsens oder Imperfekt.
- Пишейки писмото, си спомням за тебе.
- Като пиша писмото, си спомням за тебе. „Während ich den Brief schreibe, denke ich an dich.“
- Като пишех писмото, си спомнях за тебе. „Als ich den Brief schrieb, dachte ich an dich.“

## Absolutivum im Sanskrit
Im Sanskrit können mit den Suffixen -tvā (Absolutivum I, bei Verben ohne Präfix), -ya (Absolutivum II, bei Verben mit Präfix) und -am ... -am (Absolutivum III) indeklinable adverbiale Partizipien gebildet werden, die den slawischen Adverbialpartizipien entsprechen und eine abgeschlossene Handlung bei gleichem Subjekt mit dem Hauptsatz bezeichnen.
Beispiele:
- mama duḥkhamutpannaṃ dṛṣṭvā yuṣmān „Als ich euch gesehen hatte, entstand mein Kummer“
- pāyaṃ pāyam vrajati „er geht, nachdem er wiederholt getrunken hat“

Manche Absolutiva haben sich zu Präpositionen entwickelt:
- ādāya „mit“ (wtl. „zu sich nehmend“)
- muktvā „außer“ (wtl. „aufgegeben habend“)

## Sog. Adverbialpartizipien im Ungarischen
In der Beschreibung des Ungarischen wird der Terminus Adverbialpartizip aus der Slawistik für den ungarischen Terminus határoszói igenév verwendet, welcher mit „abgrenzungswörtliches Mittelwort“ übersetzt werden kann, also sinngemäß „adverbiales Partizip“. Dieses wird mit den Suffixen -va / -ve gebildet, die entsprechend dem Vokalismus dem Verbstamm angefügt werden. Es wird in der ungarischen Schulgrammatik neben den drei adjektivischen Partizipien (meléknévi igenév) zu den vier Partizipien der ungarischen Sprache gerechnet. Während die drei adjektivischen Partizipien ihre jeweils eigene Zeitform (Gegenwart, Vergangenheit, Zukunft) bedingen und nur auf Substantive beziehen können, kann sich das Adverbialpartizip nur auf Verben und andere Adverbien beziehen und ist an keine feste Zeitform gebunden.
- ungarisch: Minden akadályt leküzdve hazatér. (Jedes Hindernis überwindend kehrt er heim.)

Da es sich beim Ungarischen um keine indogermanische Sprache handelt (die Form also keinen sprachgeschichtlichen Zusammenhang mit den slawischen Bildungen aufweist), teilt sie wesentliche morphologische und syntaktische Eigenschaften mit diesen nicht. Der Terminus Adverbialpartizip wurde hier aufgrund der geographischen Lage Ungarns in Osteuropa aus der Slawistik übernommen. Sprachtypologisch wäre es dagegen korrekter, für das Ungarische von Konverben zu sprechen.